# Евриганея
Евриганея (др.-греч. Εὐρυγάνεια) — персонаж греческой мифологии из фиванского цикла, в одной из версий мифа вторая жена царя Фив Эдипа и мать его детей.

## В мифологии
Античные авторы называют Евриганею дочерью Гиперфанта. В одной из версий мифа о царе Фив Эдипе это вторая жена Эдипа и мать его детей — Этеокла, Полиника, Антигоны и Исмены; брак между Эдипом и Эвриганеей в этом случае был заключён после самоубийства Иокасты. Эта версия предположительно была общепринятой в древнейшей эпической традиции: её придерживался, в частности, автор «Эдиподии» — киклической поэмы, написанной примерно в VIII веке до н. э. О Евриганее писали Писандр Родосский (VII век до н. э.) и Ферекид (VI век до н. э.), которых цитирует автор схолиев к трагедиям Еврипида. Только Эсхил в трагедии «Семеро против Фив», впервые поставленной на сцене в 467 году до н. э., сделал детей Эдипа плодом кровосмесительного союза фиванского царя с его собственной матерью Иокастой, чтобы усилить таким образом мотив родового проклятия. В дальнейшем новый вариант генеалогии стал общепринятым.
Эвриганею, скорбящую из-за вражды между сыновьями, изобразил на одной из своих картин античный художник Онасий. Комментируя эту картину, хранившуюся во II веке н. э. в Платеях, географ той эпохи Павсаний находит ещё один аргумент в пользу версии мифа с Евриганеей в «Одиссее» Гомера, где говорится: «…Скоро союз святотатный открыли бессмертные людям...». Из этих слов Павсаний делает вывод, что у Иокасты, матери и жены Эдипа одновременно, не могло быть времени на рождение четырёх детей.